# Ivan Rosenberg
Ivan Bertil Henry "Tigern" Rosenberg, född 27 februari 1909 i Malmö, död 21 augusti 1974 i Hofors, var en svensk fotbollsspelare.
Rosenberg representerade IFK Malmö, och spelade 1930 två A-landskamper för Sverige.